# 王聰威
王聰威（1972年5月22日—），台灣高雄人，作家及雜誌編輯，國立台灣大學哲學系暨藝術史研究所畢業。曾任台灣《明報周刊》副總編輯、《marie claire美麗佳人》執行副總編輯、《FHM男人幫》副總編輯。現任《聯合文學》雜誌總編輯，於2016年獲金鼎獎年度雜誌大獎與最佳人文藝術類雜誌獎。2003年至2005年間曾與高翊峰、李崇建、李志薔、甘耀明、許榮哲、伊格言、張耀仁共同組成「小說家讀者」（又稱「8P」）。

## 著作

### 小說
- 《稍縱即逝的印象》（台北：印刻，2005）
- 《複島》（台北：聯合文學，2008）
- 《濱線女兒──哈瑪星思戀起》（台北：聯合文學，2008）
- 《戀人曾經飛過》（台北：聯合文學，2009）
- 《師身》（台北：時報，2012）
- 《生之靜物》（台北：木馬文化，2016）

### 散文
- 《台北不在場證明事件簿》（台北：狗屋，2002）
- 《中山北路行七擺》（台北：印刻，2005）
- 《作家日常》（台北：木馬文化，2013）
- 《編輯樣》（台北：聯經，2014）
- 《微小記號》（台北：木馬文化，2019）
- 《編輯樣Ⅱ：會編雜誌，就會創意提案!》（台北：聯經，2020）

## 外部連結
- 王聰威在Facebook的專頁